# Université du Wisconsin à Eau Claire
L'université du Wisconsin à Eau Claire (aussi connu sous le nom UW-Eau Claire ou UWEC) est une université publique de l'État du Wisconsin, aux États-Unis. L'université est située à Eau Claire, sur les berges du fleuve Chippewa. Les 28 bâtiments de l'UWEC s'étendent sur 1,3 km2 et accueillent chaque année plus de 10 000 étudiants.